# Донець-Захаржевський Яків Михайлович
Яків Михайлович Донець-Захаржевський (? — 1801) — поміщик у Слобідсько-Українській губернії, представник шляхетського козацького роду Донців-Захаржевських. Секунд-майор. Близький друг філософа Григорія Савича Сковороди.

## Біографія
Яків Михайлович Донець-Захаржевський народився четвертим сином у родині полковника Сумського слобідського козацького полку Михайла Михайловича Донця-Захаржевського (пом. 1760), та Анастасії Петрівни (до одруження Штепа). Всього у родини було шестеро синів: Андрій, Яків, Петро, Костянтин, Микола та Михайло.
При поділі батьківського спадку у 1784 році, брати укладають угоду, згідно з якою Яків Михайлович разом з двома своїми братами отримав слободу Великий Бурлук.
Яків Михайлович був набожною людиною. Дружив з мандрівним філософом Григорієм Сковородою, листувався з ним. У Якова Михайловича склалися непрості стосунки з родичами, які поступово відбирали його майно (це відображено в його листах до Сковороди). Він періодично усамітнювався у Костянтиновій дачі, де шукав спокою.
Григорій Сковорода присвятив Донцю-Захаржевському у 1790 році свою «Книжечку Плутархову про спокій душі»: «Прийміть милостиво від людини, осипаного Вашою милістю і ласкою, маленький такий, що як лепту, дарік, маленьке дзеркальце подяки».
Приблизно у 90-х роках здоров'я Якова Михайловича погіршало, у нього відбувся параліч рук та ніг. За легендою, викладеною Лощицом у книзі «Сковорода», коли син Якова Михайлович, Андрій Якович, прийшов за благословенням, щодо побудови нового храму у Бурлуці, то він зміг підняти до цього паралізовану руку, для надання жесту благословення.

## Родинні зв'язки
Родина мала двох синів:
- Володимир Якович Донець-Захаржевський — підполковник (1812 рік). Колезький асесор. Вовчанський повітовий маршалок шляхти (1804—1807). У 1806—1807 роках Вовчанський повітовий командувач Слобідсько-Української міліції[1]. У 1812 році керівник одного з трьох піших полків земського війська створених у Слобідсько-Української губернії[2].
- Андрій Якович Донець-Захаржевський — ротмістр. У слободі Великий Бурлук їм було побудовано у 1839 році Преображенський храм.